# 早川実
早川 実（はやかわ みのる、1949年4月3日 - ）は、福岡県福岡市出身の元プロ野球選手（投手）・コーチ。

## 来歴・人物
父は北九州の大病院に勤務するレントゲン技師で、長期入院の患者が快方に向かうと、病院の庭で野球大会を開いていた。少年時代の早川は父と一緒に患者を励まし、投げて守る世話役を兼ねたアイドル選手であった 。
当時在校生が5000人在籍していた福岡電波高では、1年次に春季九州大会初戦で救援登板して勝利したがこの大会では1年生の出場が認められておらずに無効試合で敗退。エースとして3年次の1967年に春季九州大会福岡県南部予選で決勝に進むが、博多工に完封負けを喫する。
卒業後は1968年に福岡工業大学へ進学し、同年と2年次の1969年には大学全日本選手権に2年連続出場。共に1回戦で敗退するが、大学も家庭の事情で中退し、1970年に西濃運輸へ入社。中央球界では認められるのが遅かったが、入社後は徐々に力を付け、小林国男・柴田昌邦と共に実業団屈指の強力投手陣を形成。都市対抗に1970年から6年連続出場し、1973年・1974年にはエースとしてマウンドに上がっていずれも2回戦で敗れているが、1975年には1回戦で電電東京を完封。都市対抗以外では、1974年から開始された社会人日本選手権にも2年連続出場し、1975年にカナダで開催された第2回インターコンチネンタルカップ日本代表に選出される。全部リリーフで5試合に登板し、開催国のカナダ戦では4回一死満塁のピンチに救援すると、以後9回まで零封して勝利投手になるなど日本の準優勝に貢献。
1973年から3年連続で東海・北陸地区の社会人ベストナイン、1975年には全日本の社会人ベストナインにも選出され、同年のドラフト4位で中日ドラゴンズに入団。実業団日本一を狙う西濃運輸にとって早川は欠かせないエースとしてプロ入りを踏みとどまるよう強く慰留したが、これには2番手の宮本が同時に日本ハムに指名されて大幅な戦力減が懸念されたこともある。球団側はドラフト直後の11月18日に、担当の山崎善平スカウトが同社の大垣本社を訪ねて本人と交渉したい旨の了解を求めたが、こうした経緯から正式に承諾が得られないままであった。ところが早川は、プロ入りに踏み切るのは年齢的にこれが最後のチャンスだと決断し、会社へ辞表を提出。野球部長らが再三にわたって説得したが、本人のプロ入りの情熱は動かなかった。入団発表直後に息子の功が誕生し、子連れルーキーとなった。社会人通算36勝という有数の実績から、近藤貞雄ヘッドコーチからは即戦力の中継ぎとして期待され、度胸のよさとピッチングのうまさには定評があった。サイドスローのフォームから、シンカーを決め球にカーブ、チェンジアップも投げた。1年目の1976年は開幕直後の4月10日に大洋戦（川崎）で初登板し、8回裏に6番手で平松政次に1号ソロ本塁打を打たれるも初勝利。平松に打たれた際、悠然とブルペンに戻って来た早川は「平松はことしのセの打撃三冠王だったな…」と言っている。9回裏には中日ナインに「おい、前へ出てしっかり応援しろ」とベンチ最前列へ引きずり出され、マウンドでは鈴木孝政が三者凡退に抑えて2セーブ目をマーク。同11日にも5番手登板で勝利し、2日連続で勝ち投手になっている。2日連続でリリーフに立ち、味方打線の逆転打により2勝をマークし、この時点でまだ1勝であったエースの星野仙一から「俺よりも勝っとるやないか」と声をかけられた。10日が8回の1イニングで、11日は同じ8回の3分の2イニングと、計32球で2勝目を挙げた。この2試合は5回頃にマッサージを受けてもう上がっていたが、8回の大洋の攻撃が始まる直前に投げ始めただけで、ウォームアップは10球ぐらいであった。10日に僅か19球で初勝利を掴んだ時に早川は「この喜びをさっそく坊主に知らせます」と言い、まだ口も聞けない赤ん坊の息子に伝えたいほどの喜びであった。11日の試合直後には大洋の近藤昭仁コーチは、中日の塚田直和ランニングコーチと球場の廊下でばったり顔を合わせると、思わず「まるでもう悪夢ですよ」と弱音を吐いた。1年目にして二軍の若手投手の面倒もよく見ており、彼らから「ムーミン」というニックネームを付けられた。同18日のヤクルト戦（神宮）で8回裏に鈴木康二朗から初奪三振、5月29日のヤクルト戦（福井）で初セーブを記録。同年は20試合登板で2勝1Sをマークしたが、結局この2勝で終わる。2年目の1977年以降は一軍での登板機会にあまり恵まれず、3年目の1978年にはウエスタンリーグで最優秀防御率を獲得。戦力外となった1979年引退。
引退後も中日に残り、打撃投手兼用具係（1980年 - 1986年）→一軍コーチ補佐兼監督付広報（1987年 - 1989年）→一軍投手コーチ補佐兼監督付広報（1990年）→一軍コーチ補佐兼広報（1991年）→スカウト（1992年 - 1995年）→一軍投手コーチ（1996年 - 1997年）→課長職チーフスカウトを務めた。監督となった星野の抜擢で運転手も兼ねたコーチとなり、1期目にキャンプで右翼手のゲーリー・レーシッチに地上スレスレのノックを打ち込み「飛び込め!ワン・オア・エイト!」と叫んだ。「ワン・オア・エイト」が「一か八か」の事だと分かった中日ナインは爆笑し、ゲーリーが乗ると、以来ゲーリーの攻守交代が早くなった。打撃練習にも登板し、1988年のリーグ優勝に貢献。チームが悪戦の連続で勝てなかった時には、北陸遠征の金沢で、宿舎のすぐそばの屋台に「今川焼 本場十勝のあん入り」の幟が立っているのを見て買いに行った。戻ってくると星野に「どこへ行っとったんだ」と怒られたが、早川は「これを食べると、今日から10勝します」と返し、星野は笑いながら「たわけ!」と言った。スカウトとしては野口茂樹や荒木雅博を担当し、2011年退団。2012年より東北楽天ゴールデンイーグルススカウトに就任し、則本昂大を担当。その後はスカウトを束ねる副会長補佐、プロアマスカウトアドバイザーを務め、2018年10月28日退団。楽天退団後の2019年は4月号から月刊ドラゴンズでドラフトの注目選手を紹介する「気になるアイツ」を連載していたが、2020年1月、古巣・中日に球団代表付調査役として9年ぶりに復帰。

## 詳細情報

### 年度別投手成績
| 年 度     | 球 団     | 登 板 | 先 発 | 完 投 | 完 封 | 無 四 球 | 勝 利 | 敗 戦 | セ 丨 ブ | ホ 丨 ル ド | 勝 率 | 打 者 | 投 球 回 | 被 安 打 | 被 本 塁 打 | 与 四 球 | 敬 遠 | 与 死 球 | 奪 三 振 | 暴 投 | ボ 丨 ク | 失 点 | 自 責 点 | 防 御 率 | W H I P |
| --------- | --------- | ----- | ----- | ----- | ----- | -------- | ----- | ----- | -------- | ----------- | ----- | ----- | -------- | -------- | ----------- | -------- | ----- | -------- | -------- | ----- | -------- | ----- | -------- | -------- | ------- |
| 1976      | 中日      | 20    | 0     | 0     | 0     | 0        | 2     | 1     | 1        | --          | .667  | 110   | 25.2     | 25       | 5           | 11       | 2     | 0        | 17       | 0     | 0        | 13    | 12       | 4.15     | 1.40    |
| 1977      | 中日      | 6     | 0     | 0     | 0     | 0        | 0     | 0     | 0        | --          | ----  | 24    | 5.2      | 9        | 2           | 1        | 0     | 0        | 2        | 0     | 0        | 3     | 3        | 4.50     | 1.76    |
| 1978      | 中日      | 2     | 0     | 0     | 0     | 0        | 0     | 0     | 0        | --          | ----  | 19    | 4.0      | 8        | 3           | 1        | 0     | 1        | 4        | 0     | 0        | 5     | 5        | 11.25    | 2.25    |
| 通算：3年 | 通算：3年 | 28    | 0     | 0     | 0     | 0        | 2     | 1     | 1        | --          | .667  | 153   | 35.1     | 42       | 10          | 13       | 2     | 1        | 23       | 0     | 0        | 21    | 20       | 5.14     | 1.56    |

### 記録
- 初登板・初勝利：1976年4月10日、対大洋ホエールズ3回戦（川崎球場）、8回裏に6番手で救援登板、1回1失点
- 初奪三振：1976年4月18日、対ヤクルトスワローズ3回戦（明治神宮野球場）、8回裏に鈴木康二朗から
- 初セーブ：1976年5月29日、対ヤクルトスワローズ7回戦（福井県営球場）、8回表2死に3番手で救援登板・完了、1回1/3を無失点

### 背番号
- 17 （1976年 - 1979年）
- 85 （1980年 - 1991年）
- 79 （1996年 - 1997年）